# La noia que sabia més del compte
La noia que sabia més del compte (títol original italià: La ragazza che sapeva troppo) és una pel·lícula italiana dirigida per Mario Bava, estrenada el 1963. Ha estat doblada al català. El rodatge es desenvolupa a Roma, des del mes de juny al d'agost de 1962. Aquest film és considerat com l'inici del gènere italià giallo. La cançó ‘‘Furore és interpretada per Adriano Celentano.

## Argument
Nora Davis, una jove americana, arriba a Roma per veure la seva tia, però aquesta mor el dia de la seva arribada. El mateix vespre, Nora, després ser atacada, veu una escena que no hauria hagut de veure: es converteix doncs en un testimoni molest.

## Repartiment
- Letícia Román: Nora Davis
- John Saxon: El Doctor Marcello Bassi
- Valentina Cortese: Laura Craven-Torrani
- Titti Tomaino: la jove
- Luigi Bonos: porter de l'hotel
- Milo Quesada :Paccini
- Robert Buchanan: el Professor Alessi
- Marta Melocco: la víctima
- Gustavo De Nardo: El Doctor Facchetti
- Lucia Modugno: la infermera
- Giovanni Di Benedetto: el Professor Torrani
- Franco Morici: El policia
- Virginia Doro: l'empleat de Torrani
- Dante Di Paolo: Andrea Landini
- Franco Ressel (Policía a l'aeroport)
- Jim Dolen (el capellà)
- Chana Coubert (tia Ethel)